# Alfred Budner
Alfred Budner (* 30. August 1950 in Tomaszew) ist ein polnischer Politiker (Samoobrona). Er gehörte von 2001 bis 2007 dem Sejm in dessen IV. und V. Wahlperiode an.

## Leben und Beruf
Alfred Budner absolvierte eine höhere Berufsausbildung und machte 1970 seinen Abschluss an der Fachschule für Viehzucht in Kościelec. Er ist Tiertechniker und bewirtschaftet einen 156 Hektar großen Betrieb. In den 1980er Jahren war er Präsident der Nationalen Vereinigung der Milcherzeuger. Außerdem war er stellvertretender Vorsitzender des Zentralverbands der Molkereigenossenschaften.
Alfred Budner ist verheiratet und hat eine Tochter (Margareta Budner), die ebenfalls Politikerin ist, und einen Sohn.

## Politik
Von 1976 bis 1989 war Budner Mitglied der Zjednoczone Stronnictwo Ludowe. Zwischen 1976 und 1982 war er Abgeordneter des Stadtrats der Stadt Stare Miasto. Im Jahr 1997 trat er der Agrargewerkschaft Związek Zawodowy Rolnictwa „Samoobrona“ und später auch der Partei Samoobrona Rzeczpospolitej Polskiej bei. Er war stellvertretender Vorsitzender des Landesvorstandes der Gewerkschaft und Mitglied des Parteipräsidiums. In den 1990er Jahren war er Organisator von Agrarprotesten in der Region Konin.
Bei den Parlamentswahlen 2001 und 2005 wurde er über die Liste der Samoobrona Rzeczpospolitej Polskiej als Abgeordneter im Bezirk Konin gewählt (er erhielt 8811 bzw. 16 075 Stimmen). Er war Mitglied des Ausschusses für Gesundheit, des Ausschusses für Landwirtschaft und ländliche Entwicklung, des Ausschusses für Umweltschutz, natürliche Ressourcen und Forstwirtschaft sowie des Ausschusses für lokale Verwaltung und Regionalpolitik. Er führte auch den Vorsitz im außerordentlichen Unterausschuss für das Programm zur kostenlosen Übertragung von Fleisch aus den Beständen der Agentur für den Agrarmarkt. Er leitete auch die parlamentarische Gruppe der Jäger und Jagdbefürworter.
Bei den Wahlen im November 2006 kandidierte er erfolglos für das Amt des Stadtpräsidenten von Konin. Er erhielt 2,56 % der Stimmen und belegte damit den letzten Platz unter den fünf Kandidaten. Von Mai bis Dezember 2006 war er Berater von Landwirtschaftsminister Andrzej Lepper. Im Dezember 2006 verließ er die Fraktion und die Partei. Im Juli 2007 war er Mitbegründer von Samoobrona Odrodzenie.
Bei den vorgezogenen Parlamentswahlen 2007 kandidierte er erfolglos als parteiloser Kandidat auf Platz 16 der Liste Prawo i Sprawiedliwość für die Wiederwahl (er erhielt 6736 Stimmen). Anschließend wurde er Mitglied der Prawo i Sprawiedliwość. Bei den Parlamentswahlen 2011 kandidierte er erneut erfolglos auf der Liste der Partei für den Sejm (er erhielt 3546 Stimmen) und bei den Kommunalwahlen 2014 für den Bezirksrat von Konin.
Im Jahr 2008 wurde er vom Landgericht Warschau zu einer Geldstrafe von 5 000 PLN verurteilt, weil er im Jahr 2002 Getreide von Zbigniew Komorowski vernichtet hatte, indem er es auf die Bahngleise warf. Dieses Urteil wurde im März 2009 vom Berufungsgericht bestätigt.